# Aéroport régional de Deer Lake
Cet article concerne un aéroport à Terre-Neuve-et-Labrador. Pour l'aéroport en Ontario, voir Aéroport de Deer Lake.
L'aéroport régional de Deer Lake est situé à 5,6 km au nord-est de Deer Lake à Terre-Neuve-et-Labrador au Canada. Il est exploité par l'Deer Lake Regional Airport Authority et est l'aéroport situé le plus près du parc national du Gros-Morne.

## Situation
| \| 200 km1:9 384 000 \| Saint Lewis-Fox Harbour Black Tickle Cartwright Charlottetown Hopedale Makkovik Mary's Harbour Nain Natuashish Port Hope Simpson Postville Rigolet St. Anthony Wabush William's Harbour Gander Saint-Jean Stephenville Deer Lake Goose Bay Churchill Falls |
| 200 km1:9 384 000 |

## Compagnies aériennes et destinations
| Compagnies         | Destinations |
| ------------------ | --- |
| Air Canada Express | Halifax (Stanfield), Montréal (P.-E.-Trudeau)                                                                         |
| Air Canada Rouge   | Toronto (Pearson) |
| PAL Airlines       | Gander, Goose Bay, Moncton (Roméo-LeBlanc), Saint-Anthony (Terre-Neuve-et-Labrador), Saint-Jean (Terre-Neuve), Wabush |
| Porter Airlines    | En saison : Halifax (Stanfield), Toronto (Pearson)                                                                    |
| WestJet Airlines   | En saison : Calgary, Punta Cana (débute le 18 mars 2026) Varadero-J.-G.-Gómez (débute le 24 mars 2026)                |

Édité le 13/04/2025

## Statistiques
Le graphique qui aurait dû être présenté ici ne peut pas être affiché car il utilise l'ancienne extension Graph, désactivée pour des questions de sécurité. Des indications pour créer un nouveau graphique avec la nouvelle extension Chart sont disponibles ici.

Voir la requête brute et les sources sur Wikidata.